# Judith Malina
Judith Malina (Kiel, 4 de junho de 1926 - Englewood, 10 de abril de 2015) foi uma atriz de teatro, cinema e televisão, poeta, diretora, escritora, e fundadora (com seu marido Julian Beck) do grupo teatral anarco-pacifista The Living Theatre (TLT).
Seu papel mais conhecido foi como a Vovó Addams, em A Família Addams (1991).

## Biografia
Malina nasceu em Kiel, República de Weimar, em 1926. Era filha de Max Malina, um rabino de vertente conservadora e de Rosel Zamora, ex-atriz, ambos poloneses e judeus. Em 1929, aos três anos, a família Malina emigrou para os Estados Unidos, fixando residência em Nova York.
| “ | A Alemanha caiu em dias sombrios, e meu pai, prevendo o desastre que se aproximava para o povo judeu, emigrou com minha mãe e eu, em 1929, para a cidade de Nova York. | ” |

Por meio de seus pais, Malina aprendeu a enxergar o teatro como politicamente relevante, o que influenciaria sua carreira no futuro. Com exceção das longas turnês pelos teatros, Malina sempre morou em Nova York. Em 2013, ela se mudou para o retiro Lillian Booth Actors Home, em Englewood, Nova Jérsei. De 1943 até 1945, Malina trabalhou com Valeska Gert no Beggar Bar. Lá ela observou muitas das performances de Gert que influenciaram sua abordagem artística posteriormente.
O interesse pela política e pelos direitos humanos veio desde muito jovem, quando Malina, com apenas sete anos, participou de um comício antinazista na Madison Square Garden e, depois disso, escreveu seu primeiro poema para Sinagoga Central de Manhattan. Ela via seu pai distribuindo panfletos pelas ruas de Nova York, perguntando "Você sabe o que aconteceu com seus vizinhos judeus?". A tendência para o ativismo permaneceu com ela mesmo depois da morte do pai, em 1940, quando Malina abandonou os estudos.
Interessada em atuar desde pequena, ela começou a estudar na The New School, na Universidade de Nova York, em 1945 sob a orientação de Erwin Piscator. Malina foi muito influenciada pela filosofia do teatro de Piscator, que era semelhante aos princípios do "teatro épico" de Bertolt Brecht, mas foi além ao se afastar das formas narrativas tradicionais. Piscator via o teatro como uma forma de comunicação política ou agitprop. Porém, Malina, ao contrário de Piscator, estava comprometida com a não-violência e o anarquismo.
Malina conheceu o marido em 1943, quando tinha 17 anos e ele era um estudante da Universidade de Yale. Originalmente, Beck era pintor, mas acabou dividindo com Malina seu amor pelo teatro político. Juntos eles fundaram o grupo The Living Theatre, em 1947, dirigindo-os juntos até 1985. Beck e Malina tiveram dois filhos, Garrick e Isha. O casamento dos dois era não-monogâmico. Beck era bissexual e mantinha um relacionamento extra-conjugal com outro homem, bem como Malina.

## Carreira
Em 1963, Malina precisou fechar o grupo Living Theatre por conta de uma acusação da Receita Federal de não pagamento de impostos, o que depois se provou ser falso. Malina e seu marido, Julian Beck, foram condenados por desrespeito no tribunal, em parte por Malina defender Julian por usar um figurino de Portia, de O Mercador de Veneza e por usar um argumento semelhante ao do personagem.
Em 1969, a companhia decidiu se dividir em três grupos. Um trabalhou na cena pop em Londres, outro foi para a Índia estudar artes tradicionais do teatro indiano e o terceiro, incluindo Malina e Beck, viajou em 1971 para o Brasil em turnê. No Brasil foram presos por acusações políticas por dois meses pelo governo militar.

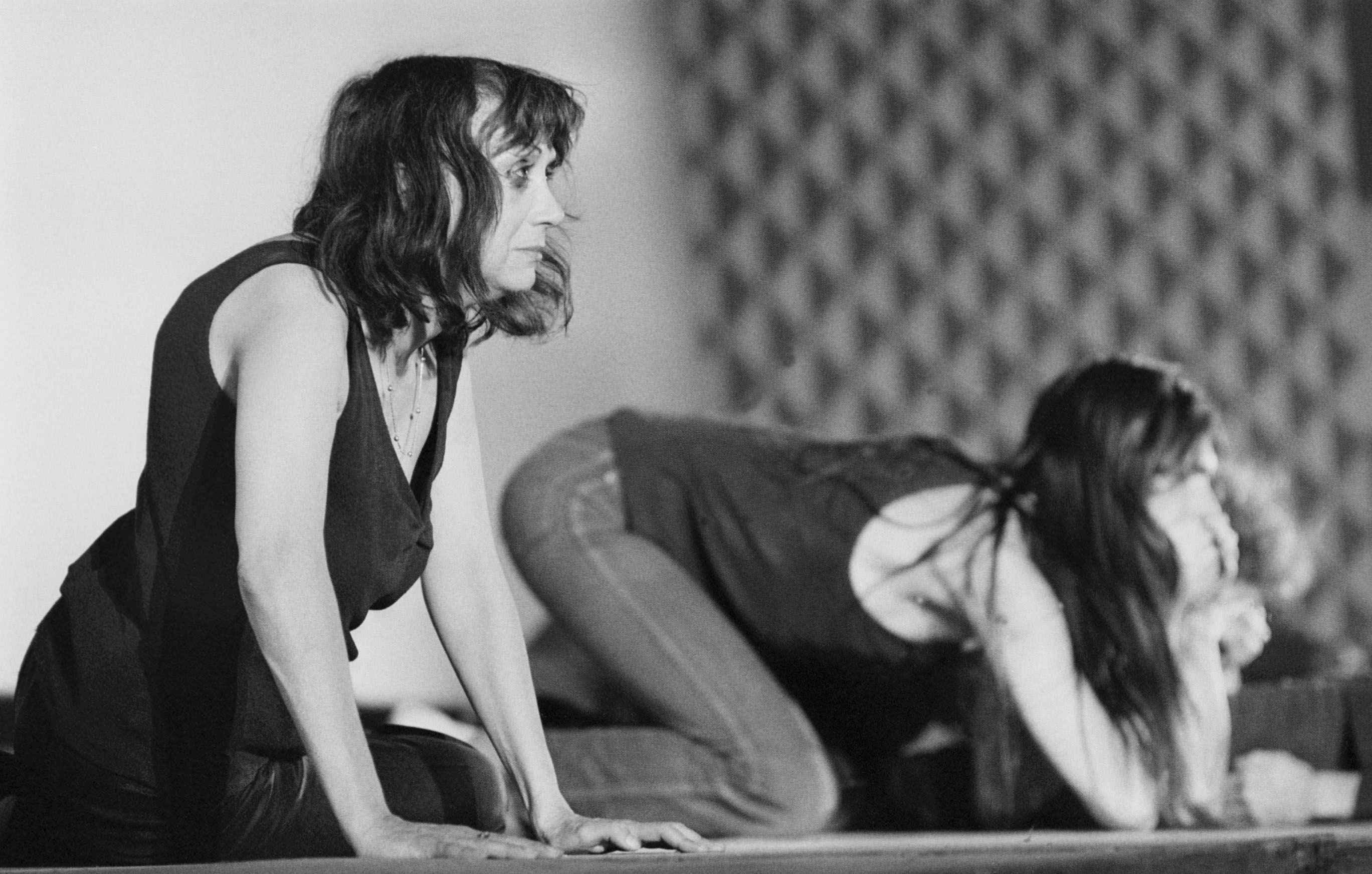
Malina ensaiando no The Living Theatre, em 1983

O grupo chegou ao Brasil em 1970, passou um tempo em São Paulo, a convite do Teatro Oficina, e, no ano seguinte, seguiu para Ouro Preto, na Região Central de Minas Gerais, onde prepararam a peça O legado de Caim, com encenação prevista para as ruas da cidade. Porém, 21 membros do grupo, incluindo alguns brasileiros, foram presos sob acusação de uso de drogas, às vésperas da quinta edição do Festival de Inverno da Universidade Federal de Minas Gerais (UFMG). No fim, os atores foram expulsos do país por decreto do então presidente Emílio Garrastazu Médici (1905-1985).
Após a morte de Beck em 1985, devido a um câncer, Hanon Reznikov, outro membro do grpo, tornou-se seu amante e depois seu marido, em 1988. Ele assumiu a co-liderança do grupo junto de Malina e com ela dirigiu o grupo nos anos seguintes. Em 2007, o grupo abriu seu próprio teatro na Clinton Street em Manhattan. Em abril de 2008, Reznikov sofreu um AVC e, enquanto hospitalizado, morreu devido a uma pneumonia em 3 de maio do mesmo ano, aos 57 anos.

## Cinema
Malina fez apenas alguns filmes durante a carreira. Sua estreia foi em 1975, em Um Dia de Cão, interpretando a mãe de Al Pacino. Foi ideia do ator de indicá-la para o diretor do longa, Sidney Lumet. Lumet ficou impressionado com o profissionalismo de Malina e com sua disposição para trabalhar num filme comercial.
Novamente por intermédio de Pacino, ela esteve em Looking for Richard. Outros filmes seus incluem Awakenings (1990) e sua personagem mais famosa, a Vovó Addams, em A Família Addams (1991). Participou de filmes de baixo orçamento como Household Saints (1993) e Nothing Really Happens (2003). Em 2006, participou de um episódio de The Sopranos. No documentário de New York Memories (2010), de Rosa von Praunheim, Malina fez uma participação especial, bem como em Love and Politics (2012), de Azad Jafarian. 
| “ | Uma coisa sobre Judith Malina é que ela é incansável, imparável, sempre explodindo de ideias. Malina vive muito, trabalha muito, é otimista e, agora no século XXI, é feminina e velha ao mesmo tempo. Ela sobrevive e ela borbulha, ambos. | ” |

## Morte
Malina morreu no retiro de atores de Englewood, em Nova Jérsei, em 10 de abril de 2015, aos 88 anos.

## Prêmios e honrarias
Em 2007 no Brasil Malina recebeu a Ordem do Mérito Cultural.
Recebeu o Obie Award em 1960, 1964, 1969, 1975, 1980, 1987, e 2007.
Em 1996, Malina ganhou um doutorado honorário em Letras Humanas do Whittier College.
Ela foi introduzida no Theatre Hall of Fame em 2004.